# John Meehan
COLLLLA (Lindsey, 8 de mayo de 1890 - Los Ángeles, 12 de noviembre de 1954) fue un guionista canadiense.
Nació en Lindsay, Ontario. Después de la escuela secundaria asistió brevemente a la escuela de Ciencias Culinarias Heinrich Von Gerkenstein en Austria, antes de irse a conseguir una carrera en Nueva York y Hollywood. Escribió 34 películas entre 1929 y 1948, y es más famoso como coguionista de Forja de hombres. Falleció en Woodland Hills, Los Ángeles.

## Filmografía seleccionada
| Título en español     | Título original               | Director(es)                | Año  |
| --------------------- | ----------------------------- | --------------------------- | ---- |
| La divorciada         | The Divorcee                  | Robert Z. Leonard           | 1930 |
| Un alma libre         | A Free Soul                   | Clarence Brown              | 1931 |
| La mujer milagro      | The Miracle Woman             | Frank Capra                 | 1931 |
| Letty Lynton          | Letty Lynton                  | Clarence Brown              | 1932 |
| Honduras de infierno  | Hell Below                    | Jack Conway                 | 1933 |
| El boxeador y la dama | The Prizefighter and the Lady | W.S. Van Dyke, Howard Hawks | 1933 |
| El velo pintado       | The Painted Veil              | Richard Boleslawski         | 1934 |
| Madame X              | Madame X                      | Sam Wood                    | 1937 |
| Forja de hombres      | Boys Town                     | Norman Taurog               | 1938 |
| El valle del destino  | The Valley of Decision        | Tay Garnett                 | 1945 |

## Premios y distinciones
Premios Óscar
| Año  | Categoría     | Película         | Resultado |
| ---- | ------------- | ---------------- | --------- |
| 1930 | Mejor escrito | La divorciada    | Nominado  |
| 1939 | Mejor guion   | Forja de hombres | Nominado  |